# Progetto telescopio Faulkes
Il Progetto telescopio Faulkes (in inglese Faulkes Telescope Project) è un programma educativo, sostenuto economicamente dal fondo del magnate britannico Dill Faulkes, che offre a studenti ed insegnanti la possibilità di sfruttare, remotamente, ore di osservazione da due telescopi posti alle Hawaii e in Australia. La gestione del progetto è effettuata dall'osservatorio Las Cumbres, con sede nella città californiana di Goleta. 
Avviato nel 2004, era inizialmente rivolto solamente agli istituti del Regno Unito; successivamente si è aperto anche a scuole dell'Unione europea, degli Stati Uniti, della Russia e di Israele.

## Faulkes Nord
Il Telescopio Faulkes Nord è un telescopio riflettore di tipo Ritchey-Chrétien da 2 metri, gemello del telescopio Faulkes sud e a loro volta cloni del Telescopio Liverpool; lo strumento è situato presso l'osservatorio di Haleakala, nello stato americano delle Hawaii. Nel 2013 con lo strumento è stato possibile catturare un'istantanea del telescopio Herschel in orbita terrestre.

## Faulkes Sud
Il Telescopio Faulkes Sud ha visto la prima luce nel 2004, divenuto pienamente operativo nel 2006 a seguito della risoluzione di alcuni problemi tecnici e logistici.  Si tratta di un telescopio riflettore da 2 metri in configurazione Ritchey-Chrétien, sostenuto da montatura altazimutale. Lo strumento è allocato presso l'osservatorio di Siding Spring nel Nuovo Galles del sud, in Australia. Progettato per essere gestito in modalità remota è stato ideato con l'obiettivo principale di incoraggiare l'interesse per l'astronomia osservativa e la scienza in generale da parte dei giovani.

## Osservazioni e scoperte
- Faulkes sud ha osservato 2008 HJ[4], un piccolo asteroide vicino alla Terra del gruppo Apollo che al momento della sua scoperta era l'oggetto a rotazione più rapida del sistema solare, completando una rivoluzione ogni 42,7 secondi.[5]
- Il 4 maggio 2007 è stata osservata per la prima volta in assoluto l'occultazione tra due satelliti di Urano, effettuata dagli astronomi Marton Hidas e Tim Brown.[6]
- Sempre con il Faulkes sud nel 2013 è stata composta un'immagine dell'asteroide Near-Earth 2013 XY8, che passò vicino alla Terra a circa 2 distanze lunari.[7]
- Nell'ambito del progetto Faulkes sono avvenute tre ulteriori scoperte, accreditate dal MPC, di asteroidi tra il 2004 e il 2005.

| Asteroidi scoperti: 3 | Asteroidi scoperti: 3 | Asteroidi scoperti: 3 |
| --------------------- | --------------------- | --------------------- |
| 129092 Snowdonia      | 19 novembre 2004      |                       |
| 171183 Haleakala      | 30 aprile 2005        |                       |
| 209552 Isaacroberts   | 9 novembre 2004       |                       |